# Општина Рау Алб (Дамбовица)
Рау Алб (рум. Râu Alb) општина је у Румунији у округу Дамбовица.
Oпштина се налази на надморској висини од 509 m.

## Становништво

### Хронологија
| Година       | 2005 | 2006 | 2007 | 2008 | 2009 | 2010 | 2011 | 2012 | 2013 | 2014 | 2015 | 2016 | 2017 |
| ------------ | ---- | ---- | ---- | ---- | ---- | ---- | ---- | ---- | ---- | ---- | ---- | ---- | ---- |
| Становништво | 1551 | 1542 | 1526 | 1528 | 1501 | 1488 | 1479 | 1478 | 1460 | 1435 | 1423 | 1408 | 1390 |